# アフメトジャン・カスィミ
アフメトジャン・カスィミ（ウイグル語: ئەخمەتجان قاسىمى (Ehmetjan Qasimi / әһмәтҗан қасими)、中国語: 阿合買提江 哈斯木、拼音: Āhémǎitíjiāng Hāsīmù、1914年4月15日 - 1949年8月27日）は、ウイグル人の革命運動家。東トルキスタン共和国の政治指導者。

## 生涯

### 生い立ち
1914年に新疆省のグルジャ市（現在のイリ・カザフ自治州伊寧市）で生まれる。ソビエト連邦領のカザフスタンで初等教育を終えた後、1936年にモスクワの東方勤労者共産主義大学（КУТВ）に入学。1942年に卒業してソ連共産党に入党しコミンテルンで活動し、ロシア風に「カシモフ」と名乗るようになる。入党の際、カスィミは「"鉄の男"として共産主義に邁進する」と述べたという。その後コミンテルンのメンバー11人と共に新疆に戻り、カスィミは単独でチョチェク市に潜伏して活動するが、1943年に盛世才によって革命運動の罪で逮捕され、ウルムチ市の収容所に移送され強制労働に従事した。

### 東トルキスタン政府

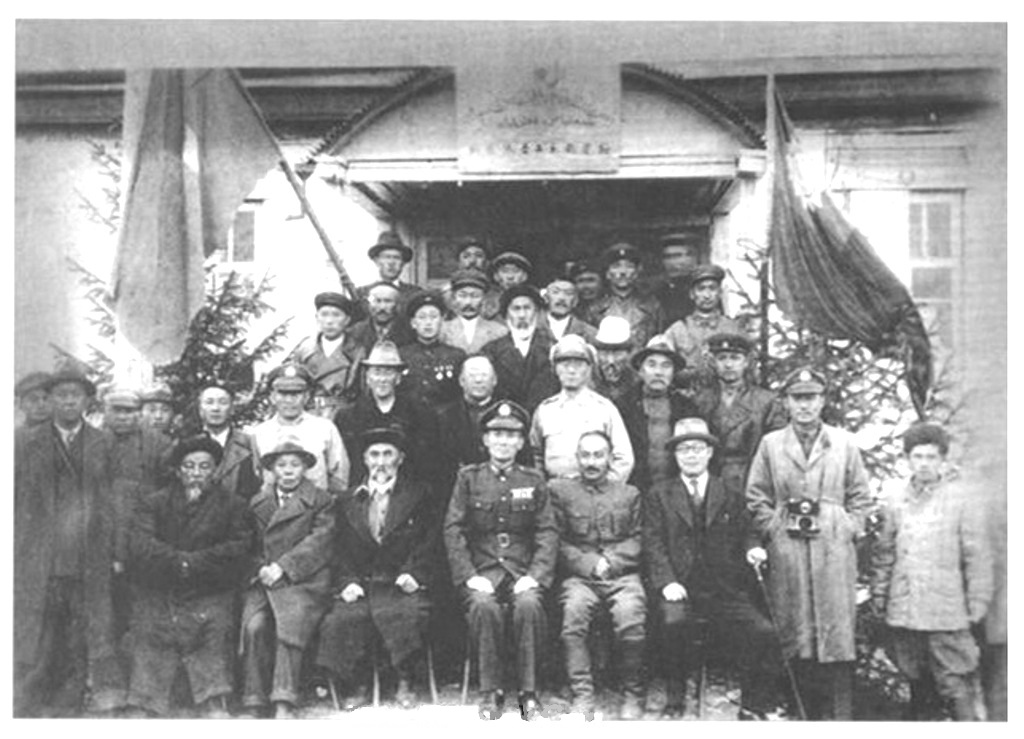
新疆省連合政府（前列右から4人目がカスィミ、5人目が張治中）

1944年10月に釈放されるとグルジャに向かい、11月12日に第2次東トルキスタン共和国の国家評議会議員に任命された。ただし、カスィミ自身はイリ事変には参加していなかった。東トルキスタン共和国主席にはイマームのアリハーン・トラが就任し、保守的なイスラム主義政権が形成された。
1945年2月頃からトラの秘書官を務め、才能を認められて4月に共和国軍事庁長に任命された。また、親ソ派のメンバーで構成される東トルキスタン・テュルク系民族解放委員会の主席を務めていた。9月に東トルキスタン軍はウルムチ市に侵攻するが、10月に入るとヨシフ・スターリンの命令で国民政府と和平交渉を行うことになり、カスィミが交渉を担当することになった。1946年6月12日に和平合意が締結されたが、和平に反対していたトラは和平合意の6日後にソ連領内に拉致され、和平交渉を通して政治的に台頭したカスィミが東トルキスタン政府主席となった。

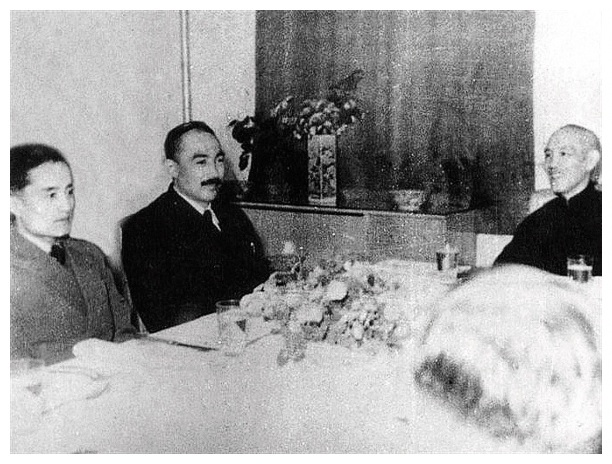
南京で蔣介石と会談するカスィミ（1946年）

交渉の結果、東トルキスタン共和国と新疆省政府の合同による新疆省連合政府の発足が合意され、中国国民党の張治中を省政府主席に、アフメトジャンを副主席にする人事が行われた。しかし、カスィミは東トルキスタンの独立を求め新疆省連合政府に否定的な立場を示し、連合政府からの分離を求め、代表団を率いて南京を訪問し交渉に臨むが不調に終わっている。1947年5月に張治中が省政府主席を辞任し、後任に国民党右派のウイグル人マスード・サブリが就任すると新疆省連合政府は分裂し、カスィミたち東トルキスタン政府のメンバーは8月12日にグルジャに戻り三区経済委員会を称した:8396。

### 死去

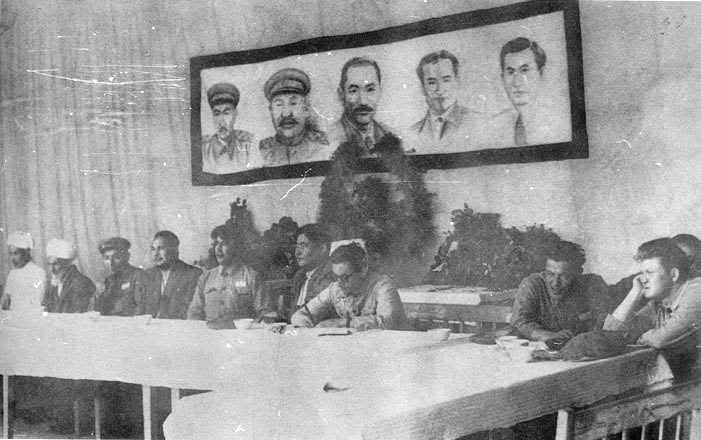
カスィミたちの死亡を公表する新疆政府

1949年、国共内戦が中国共産党の優勢で推移すると、ソ連は8月22日にグルジャ副領事ワシーリー・ボリソフを通してカスィミたち東トルキスタン政府幹部に対して、今後の方針を決めるためソ連政府幹部と緊急会談を行うことを指示した。会談の結果、カスィミたちは毛沢東の招請に応じて北京の政治協商会議に向かうことを決め、8月24日にカスィミ、アブドゥルキリム・アバソフ、デレリカン・スグルバヨフ、イスハクベグ・モノノフ、羅志ら政府幹部11人はアルマトイの飛行場から北京に向かった。
8月27日、カスィミたちの乗った飛行機がソ連領空で消息を絶ち、首脳部を失った東トルキスタン政府は混乱に陥った。9月3日にソ連は、残留していた政府幹部のセイプディン・エズィズィに「カスィミたちが乗った飛行機がバイカル湖周辺で墜落した」と報告した。エズィズィは幹部2人と共に列車で北京に向かい政治協商会議に参加し、中国共産党政権への合流を表明した。カスィミの死亡は中国人民解放軍による新疆侵攻が完了する12月上旬まで公表されなかった。
中華人民共和国では、東トルキスタン共和国は反国民政府運動の一部である「三区革命」として位置付けられており、カスィミも「革命烈士」として評価されている。1950年にソ連から返還されたカスィミらの遺体は、現在でもグルジャ市内の「伊犁三区革命烈士陵園」に埋葬されている。毛沢東は政治協商会議の席上でカスィミたちの死を嘆き、埋葬の際には毛沢東直筆の革命への貢献を称賛した石碑が置かれた。

## 家族
1945年1月にグルジャ出身のマヒヌル・カスィミと結婚し、一男一女をもうける。マヒヌルは2011年に夫アフメトジャンについての回顧録を出版している。
マヒヌルは中国共産党に入党し、1952年にはグルジャ市長に就任した。彼女は全国人民代表大会常務委員会委員や中華全国婦女連合会副主席を歴任し、子供や女性の権利を訴える活動家として知られている。